# 羊场镇 (宣威市)
羊场镇，是中华人民共和国云南省曲靖市宣威市下辖的一个镇。

## 行政区划
羊场镇下辖以下地区：
鸡场村、多贝嘎村、镇兴村、大松树村、清水村、小箐村、普瓦村、大田坝村、宗德村、英角村、兔场村、陈湾村和茨营村。